# 阿巴斯·包尔汉
阿巴斯·包尔汉（維吾爾語：ئابباس بۇرھان‎，拉丁维文：Abbas Burhan，1932年10月—2010年5月22日），新疆阿图什人，维吾尔族生物学家、科学作家、编辑，原新疆维吾尔自治区科学技术协会主席。

## 生平
阿巴斯·包尔汉于1952年毕业于新疆学院（今新疆大学）。此后加入中国共产党。1957年自北京师范大学生物系毕业后回到新疆。此后担任过新疆大学生物学系主任、奎屯农学院（今石河子大学）副院长、科学普及出版社新疆维哈分社总编辑、《知识就是力量》杂志总编辑等职。1978年出任新疆维吾尔自治区科学技术协会主席。
阿巴斯还曾任中国科学技术协会第一届全国委员会委员，第二、三届全国委员会常务委员，中国科普作家协会常务理事、全国科学技术名词审定委员会全国委员会委员。其著作有《遗传和遗传工程》、《鸟类——人类的朋友》、《生命的奥秘》等，并编有《汉维生物学词典》、《汉维农业注释词典》、《汉维科技词典》等词典。
1990年代初，因其在美国的女儿茹仙·阿巴斯发表反对中国政府的言论，59岁的阿巴斯被迫退休。在阿巴斯的妻子于2004年离世后，其女儿曾试图将父亲接至美国居住，但最终因其护照被中国政府注销而无法成行。2010年5月22日，阿巴斯在乌鲁木齐逝世，终年77岁。

## 家庭
阿巴斯育有四个子女。其幼女茹仙·阿巴斯后加入美国国籍，是一位政治活动人士。她是“维吾尔运动”创始人、世界维吾尔代表大会执行委员会主席。他的另一个女儿古丽仙·阿巴斯是一名医生，2019年因恐怖主义相关罪名被判20年刑期。